# Björboholm
Björboholm – miejscowość (tätort) w Szwecji, w regionie administracyjnym (län) Västra Götaland, w gminie Lerum.
Według danych Szwedzkiego Urzędu Statystycznego liczba ludności wyniosła: 1036 (31 grudnia 2015), 1142 (31 grudnia 2018) i 1170 (31 grudnia 2019).